# Вюртемберг-Гогенцоллерн (гау)
Гау Вюртемберг-Гогенцоллерн (нім. Gau Württemberg-Hohenzollern) утворено 8 липня 1925 року, було адміністративною одиницею Третього Рейху в 1933 — 1945 рр. у німецькій землі Вюртемберг і прусській провінції Гогенцоллерн. 
До цього, в 1925 — 1933 рр., був обласний осередок НСРПН в цьому районі.

## Історія
Націонал-соціалістична система Гау була спочатку заснована на партійній конференції 22 травня 1926 року з метою покращення управління партійною структурою. 
Починаючи з 1933 року, після захоплення влади НСРПН, Гау все більше замінював в німецьких землях адміністративні одиниці. 

Кожне Гау очолював гауляйтер, посада, яка ставала все більш значущою, особливо після початку Другої світової війни. 
Місцеві гауляйтери часто обіймали урядові та партійні посади та відповідали, серед іншого, за пропаганду та спостереження, а з вересня 1944 року — за фольксштурм і оборону Гау. 

Посаду гауляйтера у Вюртемберзі-Гогенцоллерні обіймав Ойген Мундер з моменту його заснування до січня 1928 року, а потім Вільгельм Мурр з лютого 1928 року до травня 1945 року. 

Мурр і його дружина покінчили життя самогубством після того, як потрапили в полон французам, незабаром після закінчення війни. 